# Vadim Krasnoselskij
Vadim Nikolajevič Krasnoselskij (moldavsky Vadim Nikolaevici Krasnoselski, rusky Вади́м Никола́евич Красносе́льский, ukrajinsky Вадим Миколайович Красносельський; * 14. dubna 1970, ves Daurija v Čitské oblasti) je podněsterský politik, prezident mezinárodně neuznané Podněsterské moldavské republiky (od 16. prosince 2016). Předtím vykonával od 23. prosince 2015 do 12. prosince 2016 funkci předsedy Nejvyššího sovětu Podněsterské moldavské republiky.